# Kirche zur Auferstehung Christi (Wien-Leopoldstadt)

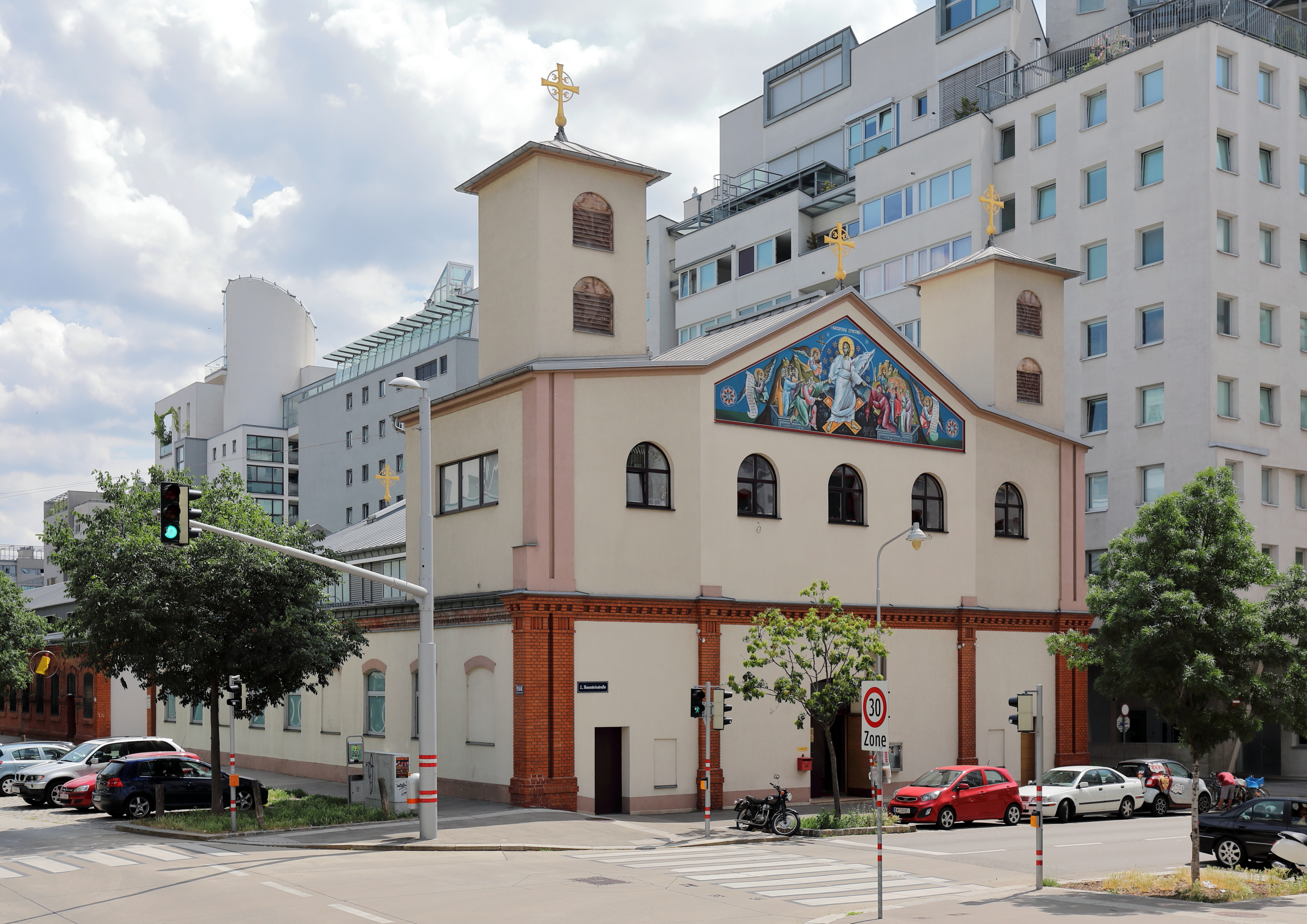
Außenansicht

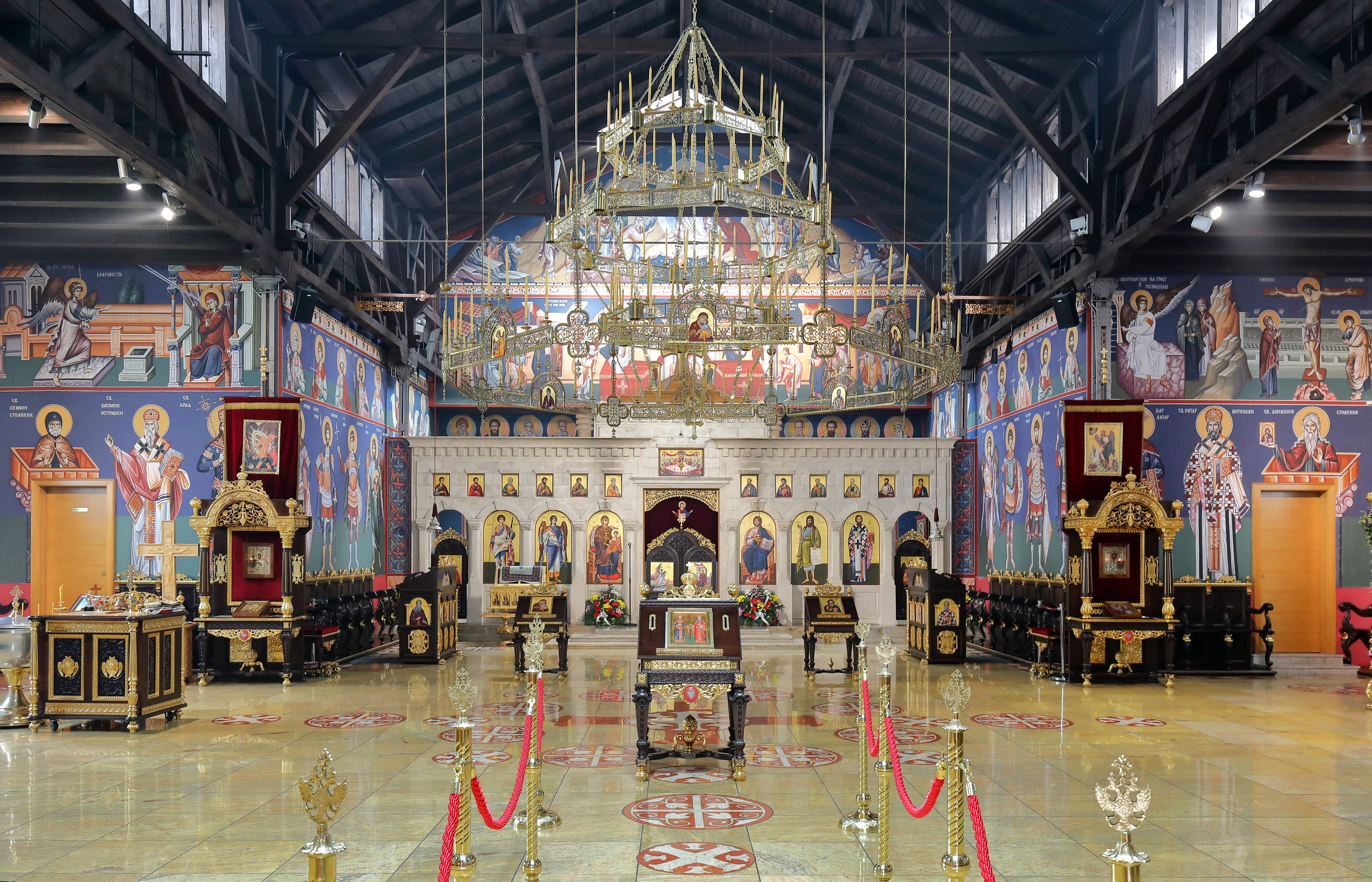
Innenansicht

Die Kirche zur Auferstehung Christi (serbisch-kyrillisch Црква Васкрсења Христовог, Crkva Vaskrsenja Hristovog) ist eine serbisch-orthodoxe Kirche an der Adresse Engerthstraße 158 im 2. Wiener Gemeindebezirk Leopoldstadt.
Sie ist die Pfarrkirche der Pfarreien I bis IV und der gleichnamigen Kirchengemeinde im Dekanat Ost-Österreich, der Eparchie Österreich-Schweiz der Serbisch-Orthodoxen Kirche und ist der Auferstehung Jesu Christi geweiht.

## Geschichte
Die Auferstehungskirche, Wiens größte serbisch-orthodoxe Kirche, wurde in einer aufgelassenen Straßenbahnremise errichtet und am 26. Oktober 2002 geweiht. Ab 2006 fand ein Umbau statt, der mit der Neuweihe der Kirche am 30. September 2007 abgeschlossen wurde. Bei dem Umbau wurden unter anderem die zwei Kirchtürme errichtet.
Aktueller (2018) Vorsteher ist Erzpriester Drago Vujić.